# Diecéze kodaňská
Diecéze kodaňská (latinsky Dioecesis Hafniae, dánsky Bispedømmet København) je jediná římskokatolická diecéze v Dánsku, která pokrývá celé území země včetně Faerských ostrovů a Grónska. V Kodani se nachází katolická katedrála svatého Ansgara.

## Stručné dějiny
Všechny katolické diecéze v Dánsku zanikly v roce 1536, kdy země přešla k reformaci. V roce 1662 byl zřízen Apoštolský vikariát severní Germánie, který byl v roce 1868 nahrazen Apoštolským vikariátem severských misií, z nějž se následně stala Apoštolská prefektura Dánsko a v roce 1892 Apoštolský vikariát Dánsko, povýšený roku 1953 na diecézi, která je bezprostředně podřízená Svatému Stolci. Její biskup je členem Skandinávské biskupské konference.